# Pyxplot
Пај-икс-плот (Pyxplot) je слободни софтвер, који представља спој командне линије, графичког цртања и векторске графике. Интерфејс је сличан као код гнуплота, али је његов графички чип направљен тако да продукује излаз у одговарајућем облику за академске часописе. Латексов-o подешавање система се користи за изражавање свих текстуалних ознака, олакшавајући писање графикона са математичким функцијама. Поред тога, он има много већу контролу протока него гнуплот, чинећи га употребљивијим за радњу од више сложених операција. 
Пај-икс-плот се може скинути бесплатно заједно са ГНУ-овом лиценцном.

## Математичко окружење
Пај-икс-плот математичко окружење је необично по томе што нумеричке променљиве могу имати физичке јединице. Математички изрази који обухватају мерење са физичким јединицама, аутоматски се рачунају димензије резултирајућег мерења; на пример, квадрирањем, дистанца ће аутоматски постати површ. Подаци који су унесени у некој јединици (на пример, у инчима), могу се представити у другој јединици (на пример метрима).
Све нумеричке командне анализе код Пај-икс-плота, као што је погодно-кривљење, Фуријерове трансформације и генерација хистограма такође имају природну уграђену подршку мерења са физичким јединицама. Такође, његова векторска графика за цртање дозвољава позиције на странама и ротирање углова специфираних од стране мерења са одговарајућим физичким јединицама. 